# 高橋新五郎
高橋 新五郎（たかはし しんごろう、2代目、寛政3年1月5日（1791年2月7日）- 安政4年6月25日（1857年8月14日）は、塚越結城織の祖とされる、幕末期の実業家、発明家。

## 経歴
武蔵国足立郡塚越村（後の埼玉県蕨市）に生まれ、幼名を国太郎といった。父の初代高橋新五郎（1766年 - 1816年）は、高橋家の四代目にあたり、木綿や錦糸を扱う糸商人として、足利や青梅といった織物業が盛んであった地域に糸を供給していた。
やがて高橋家五代目当主として2代目新五郎を名乗るようになり、文政年間の1824年から1825年ころに、織機である高機を改良して青縞の生産を始め、1826年に夢に東照大権現が現れ「東屋」と呼ばれたのを機にこれを商号とする。以降、生産規模を拡大して、天保年間の1837年には機台数102台（一説には120台）、藍甕数130本（一説には300本余）の規模に事業を拡大した。これは後に、幕末期におけるマニュファクチュアの事例として言及された。
1840年に、息子である3代目新五郎に家督を譲り、隠居して数馬と名乗った。
没後は、妻とともに機祖神社に祀られ、また、1924年には従五位を追贈された。現在は、塚越稲荷神社内の機神社に祀られている。

## 子孫
3代目新五郎は、塚越結城に絹糸を交織した東屋唐桟を開発し、文久に入った1861年には輸入綿糸による双子縞（塚越双子）を考案した。
さらに、4代目新五郎も、双子縞（塚越双子、埼玉双子、東京双子）を開発したとされる。